# メイド・イン・ホンコン
『メイド・イン・ホンコン』（原題：香港製造、英題：Made in Hong Kong）は、1997年の香港映画。中国返還が迫る香港を舞台とした青春映画で、フルーツ・チャン監督の“返還三部作”の1作目。

## 概要
1996年にスタッフ5人でスタートさせ、街でスカウトしたサム・リーを起用し、低予算で撮り上げたインディペンデント映画である。製作途中で作品にほれ込んだアンディ・ラウがエグゼクティブプロデューサーを買って出て、倉庫に残っていた古いフィルムを提供した。
地元香港では若者を中心に支持されてヒットし、またロカルノ国際映画祭審査員特別賞、ナント三大陸映画祭グランプリ、香港電影金像奨最優秀作品賞・最優秀監督賞・最優秀新人賞を受賞している。
4Kレストア・デジタルリマスター版が2017年3月に開催された第41回香港国際映画祭で初披露され、日本では2018年3月10日より公開された（配給：ユナイテッドエンタテインメント）。

## キャスト
| 役名         | 俳優               | 日本語吹替 |
| 役名         | 俳優               | VHS版      |
| ------------ | ------------------ | ---------- |
| チャウ       | サム・リー         | 鳥海勝美   |
| ペン         | ネイキー・イム     | 児玉孝子   |
| ロン         | ウェンダース・リー | 小野塚貴志 |
| サン         | エイミー・タム     | 紗ゆり     |
| チャウの母   | ドリス・チョウ     | 湯屋敦子   |
| ペンの母     | キャロル・ラム     | 藤生聖子   |
| デブのチャン | チャン・ターイェ   | 山野井仁   |
| ウィン       | チャン・サン       | 青山穣     |
| クン         | ウー・ウァイチュン | 北川勝博   |
| リーさん     | スー・チュン       | 鈴木正和   |

- 日本語吹替はポニーキャニオンから発売のVHS、旧DVDに収録。ハピネットから発売の4Kレストア・デジタルリマスター版DVD、Blu-rayには未収録。

## スタッフ
- 監督・脚本：フルーツ・チャン
- エグゼクティブプロデューサー：アンディ・ラウ
- 製作：ドリス・ヤン
- 撮影監督：オー・シンプイ、ラム・ワーチュン
- 音楽：ラム・ワーチュン
- 美術：マ・カークワン
- 編集：ティン・サムファ
- 録音：ヤン・チーチョン
- 衣装デザイン：ティン・ムック

### 日本語吹替版スタッフ
- 演出：田島荘三
- 翻訳：笹部祐三子
- 制作：コスモプロモーション